# スリー・キングス
『スリー・キングス』（原題：Three Kings）は、1999年製作のアメリカ映画。デヴィッド・O・ラッセル監督、脚本。ジョージ・クルーニー主演。ドラマ、社会派、アクション、コメディの要素が含まれている。
監督のデヴィッド・O・ラッセルは湾岸戦争に対して批判的な姿勢でこの映画を制作しており、劇中にはその姿勢に沿った描写が数多い。2003年、アメリカでは本作の再上映と同監督によるイラク戦争のドキュメンタリー映画『Soldier's Pay』の再DVDリリースが予定されていた。しかし、作品が余りに政治的であることを理由にワーナー・ブラザースによって中止されている。

## ストーリー
舞台は、湾岸戦争休戦協定成立直後のイラク。アメリカ軍兵のゲイツ、バーロー、エルジン、ビグは捕虜から得た謎の地図をフセインの隠した金塊の在り処だという事を解読する。彼らは軍の指揮下を離れ、無断でそれを強奪することを計画し、実行する。だが、同時にイラクの現状とアメリカの行った行為を知る。

## キャスト
| 役名                     | 俳優                       | 日本語吹替                                                                              | 日本語吹替 |
| 役名                     | 俳優                       | ソフト版                                                                                | フジテレビ版 |
| ------------------------ | -------------------------- | --------------------------------------------------------------------------------------- | --- |
| アーチ・ゲイツ           | ジョージ・クルーニー       | 小山力也                                                                                | 小山力也 |
| トロイ・バーロー         | マーク・ウォールバーグ     | 成田剣                                                                                  | 関俊彦 |
| チーフ・エルジン         | アイス・キューブ           | 天田益男                                                                                | 星野充昭 |
| コンラッド・ビグ         | スパイク・ジョーンズ       | 中博史                                                                                  | 高木渉 |
| アミール・アブダラ       | クリフ・カーティス         | 伊藤和晃                                                                                | 井上倫宏 |
| ウォルター・ウォーガマン | ジェイミー・ケネディ       | 檀臣幸                                                                                  | |
| サイード中尉             | サイード・タグマウイ       | 水野龍司                                                                                | 山路和弘 |
| エイドリアーナ・クルース | ノーラ・ダン               | 寺内よりえ                                                                              | 小宮和枝 |
| ホーン                   | ミケルティ・ウィリアムソン | 福田信昭                                                                                | |
| ヴァン・メーター大尉     | ホルト・マッキャラニー     | 中田和宏                                                                                | |
| キャシー                 | ジュディ・グリア           | 渡辺美佐                                                                                | |
| その他                   | N/A                        | 長克巳 咲野俊介 松本大 仲野裕 長島雄一 津田英三 野沢由香里 佐藤しのぶ 遠藤純一 北川勝博 | 手塚秀彰 大川透 桐本琢也 日野由利加 大山高男 沢木郁也 立木文彦 高山佳音里 大前茜 彩木香里 岩田安生 北川勝博 菅原淳一 定岡小百合 小森創介 乃村健次 花田光 小野塚貴志 |
|                          |                            |                                                                                         | |
| 演出                     | 演出                       | 向山宏志                                                                                | 清水洋史 |
| 翻訳                     | 翻訳                       | 久保喜昭                                                                                | 栗原とみ子 |
| 軍事用語監修             | 軍事用語監修               | 田岡俊次                                                                                | |
| 録音・調整               | 録音・調整                 | 土屋雅紀                                                                                | |
| 制作                     | 制作                       | ワーナー・ホーム・ビデオ プロセンスタジオ                                               | 東北新社 |

- ソフト版：初出2000年10月13日発売DVD
- フジテレビ版：初回放送2003年8月16日『ゴールデンシアター』

## スタッフ
- 監督：デヴィッド・O・ラッセル
- 脚本：デヴィッド・O・ラッセル
- 原案：ジョン・リドリー
- 音楽：カーター・バーウェル